# Jan van Brussel
Jan van Brussel, ook Jan van Bruessel(t), was een 15e-eeuws schilder, die tussen 1464 en 1476 werkzaam was in Maastricht en mogelijk omstreeks 1490 in Luik. In Maastricht was hij als meester-schilder lid van het ambacht van de metselaars. Van twee ongesigneerde werken wordt aangenomen dat ze van zijn hand zijn.

## Biografische schets
Over het leven van Jan van Brussel is vrijwel niets bekend. Of hij geboren is in Brussel, of wellicht zijn voorouders daar vandaan kwamen, is evenmin zeker. Alles wat we van hem weten is dat hij burger van Maastricht was en dat hij in die stad lid was van het ambacht (gilde) der steynmetsers (metselaars), waartoe ook de kunstenaars behoorden. In Maastricht was geen apart schildersambacht. In een document uit 1471 wordt hij expliciet vermeld als schilder ("meelre"). Minstens driemaal, in 1464, 1468 en 1472, werd hij gekozen als deken van het metselaarsambacht, wat aangeeft dat hij binnen dat ambacht aanzien genoot. Dat hij in 1464 tot deken gekozen werd, betekent bovendien dat hij toen al enige tijd meester-schilder was. Niet bekend is of hij gehuwd was, of hij kinderen had en of hij leerlingen opleidde. In maart 1475 wordt hij vermeld als "Meister Jan van Bruesselt" in een vonnis, waarin een vrouw wordt veroordeeld tot een strafbedevaart in verband met kwaadsprekerij over hem.
Vanwege de beperkte gegevens is het moeilijk in te schatten in hoeverre Van Brussel in staat was in Maastricht een succesvolle loopbaan als kunstschilder op te bouwen. De meeste opdrachten voor een vijftiende-eeuws schilder kwamen van kerken en kloosters, waarvan er in Maastricht heel wat waren, hoewel de meeste daarvan de eeuwen niet doorstaan hebben. Doordat het archief van het Kruisherenklooster, als een van de weinige, vrijwel compleet bewaard bleef, weten we dat in 1461 het gewelf van de Kruisherenkerk beschilderd werd door meester Gerardus in den Keijser, een tijdgenoot en wellicht een concurrent van Van Brussel. Bij andere kloosters en kerken ontbreekt die kennis. Vijftiende-eeuwse olieverfschilderingen zijn al helemaal zeldzaam in Maastricht. Het Vera Icon, dat zich tot de Franse Tijd in de Sint-Servaaskerk bevond, is een werk van Jan van Eyck of diens atelier uit circa 1440, weliswaar een Maaslander van origine, maar geen Maastrichts schilder. Een Heilige Maagschap uit circa 1490 in de schatkamer van de Sint-Servaasbasiliek is Westfaals.
Andere kunstenaars waren in Maastricht rond dezelfde tijd in elk geval wel succesvol. Van de beeldsnijder Jan van Steffeswert (voor 1465-na 1531), die zijn atelier had gevestigd in de Mariastraat, zijn veertien gesigneerde werken bekend, waaronder een groot Marianum in de Dom van Aken. Van de geelgieter Aert van Tricht (actief ca. 1492-1501) is in Maastricht weinig werk bewaard gebleven, maar wel in de Sint-Janskathedraal in 's-Hertogenbosch en in de Dom van Xanten. Of Jan van Brussel diezelfde mate van succes had, valt op basis van het weinige bewaard gebleven werk niet te zeggen.

## Werken

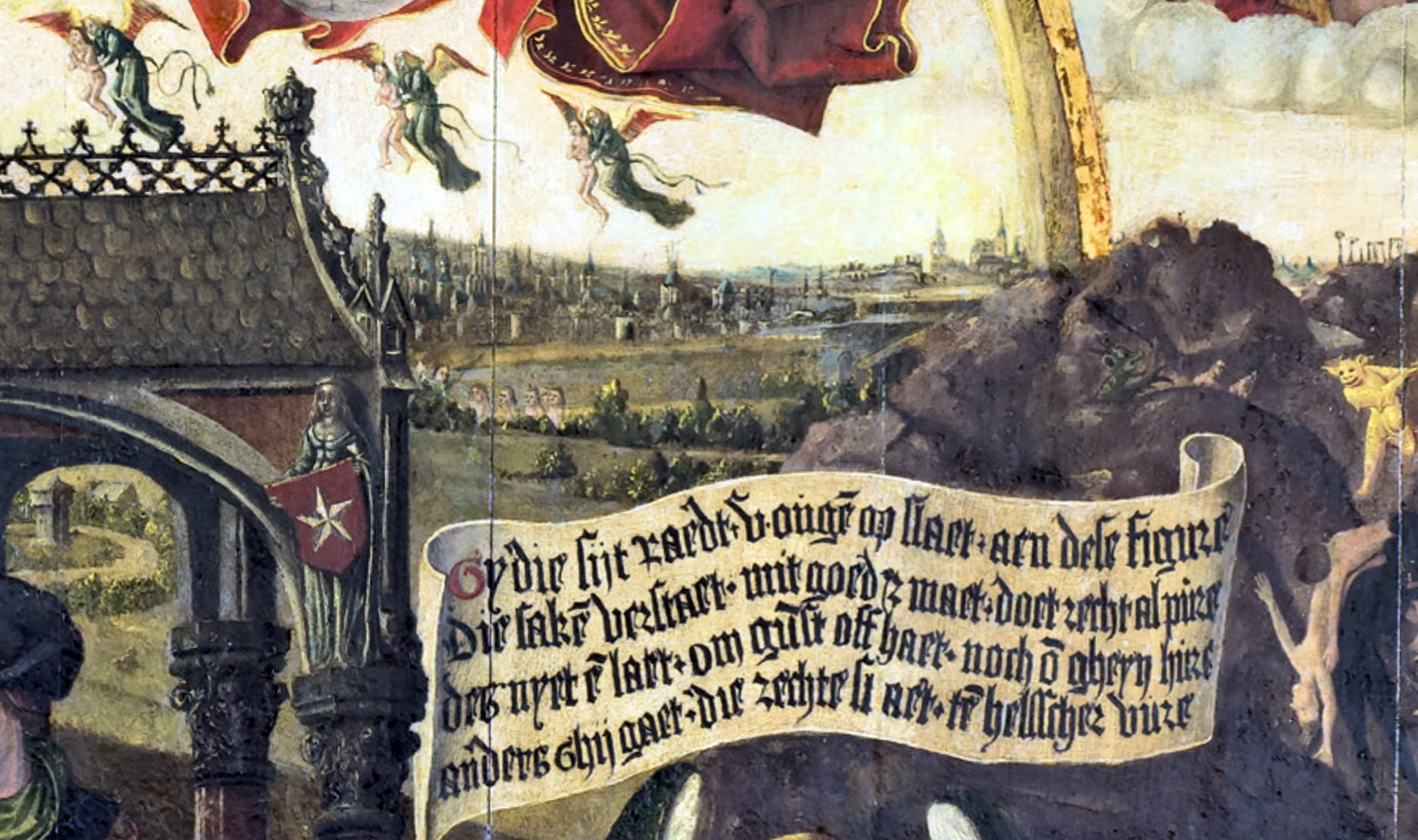
Detail van het Gerechtigheidspaneel met het vroegste stadsgezicht van Maastricht

Al sinds begin twintigste eeuw wordt aan Jan van Brussel een gerechtigheidstafereel toegeschreven, dat hij schilderde in opdracht van de korte tijd bestaande Raadkamer van Bourgondië te Maastricht (1473-1477). Het paneel, dat eeuwenlang bewaard werd in het stadhuis van Maastricht, bevindt zich sinds 2018 in het Bonnefantenmuseum in Maastricht. Het schilderij uit omstreeks 1475 is verdeeld in drie tableaus: in het bovenste register is de goddelijke gerechtigheid afgebeeld door middel van een Laatste Oordeel. Links onderaan is de menselijke rechtspraak weergegeven door middel van een rechtszitting in een rechtszaal. Daarnaast, net buiten de rechtszaal, staat een waarschuwende engel die naar een groep verdoemden in de hel wijst. Op de achtergrond is een gezicht op Maastricht te zien, het oudste realistische stadsgezicht van die stad. De toeschrijving van het ongesigneerde paneel is gebaseerd op een archivalische notitie over een betaling aan "Jan van Bruessel" in de rekeningen van de rentmeester der Brabantse domeinen te Maastricht (Algemeen Rijksarchief, Brussel).

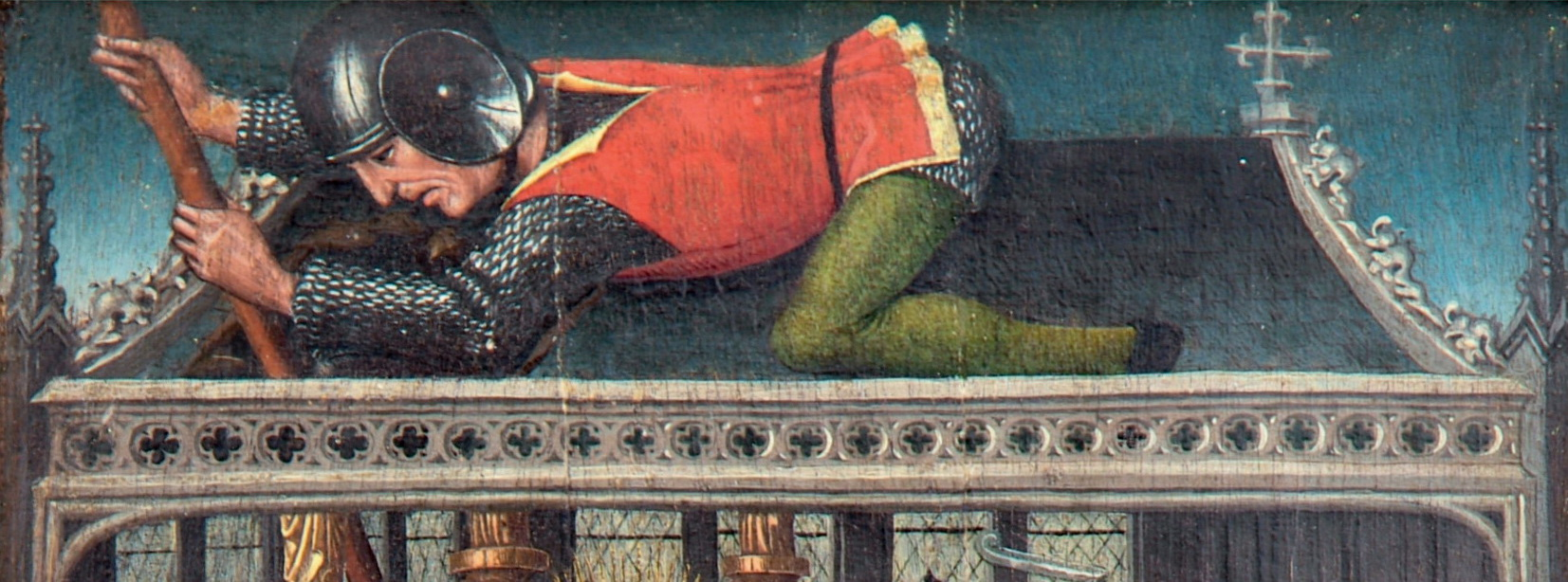
Detail van het Palude-diptiek met de moordenaar van Sint-Lambertus op het dak

Mogelijk vervaardigde de schilder ook een diptiek voor de Sint-Lambertuskathedraal in Luik, dat zich tegenwoordig in het museum Grand Curtius bevindt. Dit tweeluik wordt aangeduid als 'Palude-diptiek', genoemd naar de kanunnik Henricus ex Palude (†1515), ofwel Henri des Marets (Hendrik van der Poel). Het diptiek vertoont qua compositie, stijl, kleur en techniek overeenkomsten met het Maastrichtse paneel. Aan de buitenzijde zijn in grisaille het Salomonsoordeel en Christus met de overspelige vrouw weergegeven. Aan de binnenzijde zijn afgebeeld de Geboorte van Jezus en het Martelaarschap van de Heilige Lambertus en zijn twee neven. Laatstgenoemde twee thema's verwijzen naar de patroonheiligen van de Luikse kathedraal, de maagd Maria en de heilige bisschop Lambertus. De opdrachtgever is geheel rechts als getuige van de moord op Lambertus afgebeeld. Belangrijk voor de datering van het schilderij is de voorzangerstaf die hij vasthoudt; Henri Palude werd in 1488 tot voorzanger (precantor) benoemd, dus kan het schilderij niet eerder zijn ontstaan. De afbeelding van de twee neven van Lambertus, Pierre en Andolet genaamd, zou eveneens een tijdsindicatie kunnen zijn. Op 18 april 1489 verhief Palude namelijk de relieken van deze vergeten heiligen. In juli van dat jaar werd een nieuw vervaardigd reliekschrijn met hun overblijfselen in het koor van de kathedraal geplaatst. Het Palude-diptiek is de oudste weergave van de moord op Lambertus, waar de twee neven deel van uitmaken.
De Belgische kunsthistoricus Didier Martens ziet duidelijke overeenkomsten tussen beide schilderijen, onder andere met betrekking tot de vormgeving en decoratie van de afgebeelde gebouwen, de vloeren, de bossages in de achtergrond, de motieven van sommige stoffen, en tot op zekere hoogte ook de gezichten. Indien het Luikse schilderij niet door Jan van Brussel is gemaakt, dan zal de schilder in elk geval bekend zijn geweest met diens werk, of mogelijk zijn opgeleid in diens atelier. Martens meent dat deze twee schilderijen aantonen dat de maker ervan, Jan van Brussel waarschijnlijk, een ervaren kunstenaar was die een uitdagend programma niet uit de weg ging. Zo zijn zowel de rechtbank-scène op het Maastrichtse paneel, als de moord op de twee neven van Lambertus op het Luikse diptiek, innovatief en origineel te noemen. Verder bewijst de hoge status van de opdrachtgevers van beide werken, volgens Martens, dat Van Brussel een aanzienlijke reputatie moet hebben gehad in het Maasland aan het eind van de vijftiende eeuw.

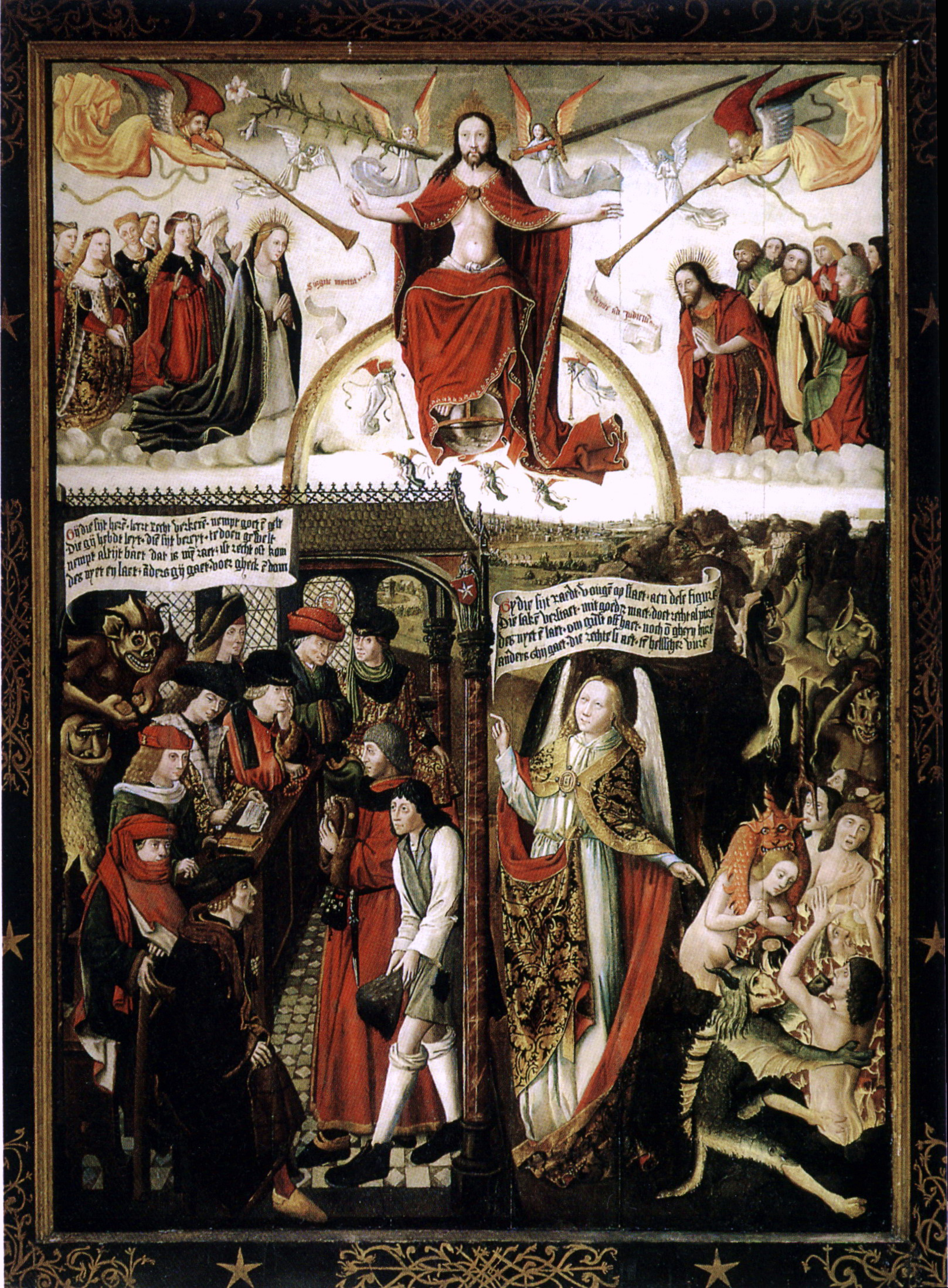
Tweevoudige gerechtigheid (ca. 1475-76), Bonnefantenmuseum, Maastricht
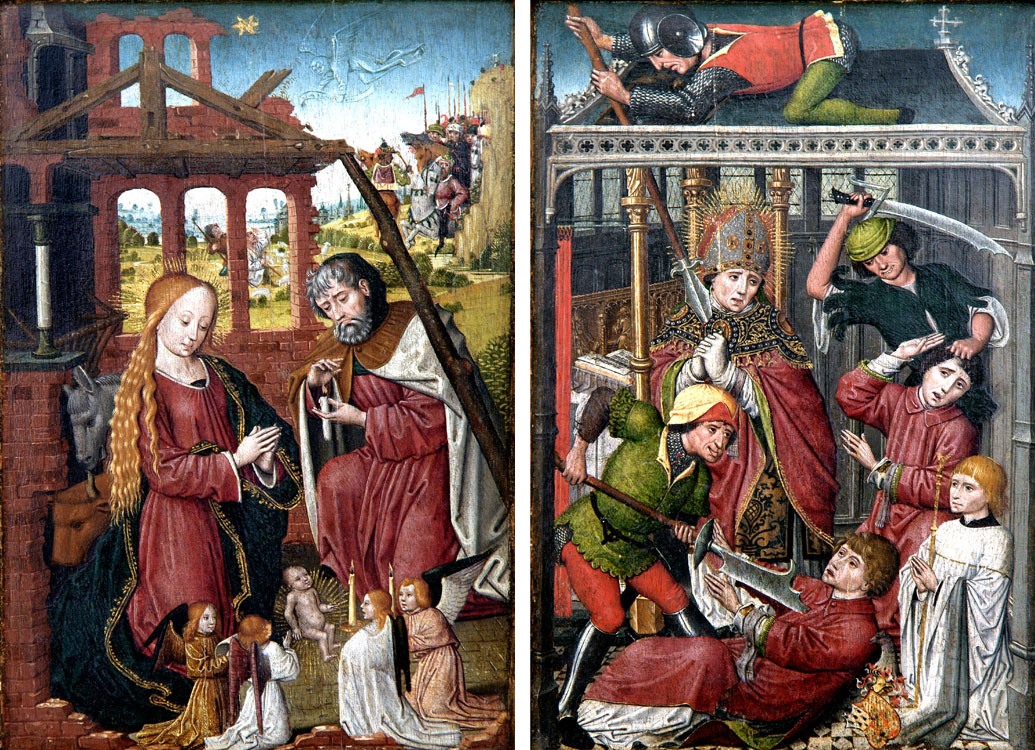
Palude-diptiek (ca. 1489-1492), Grand Curtius, Luik - voorzijde
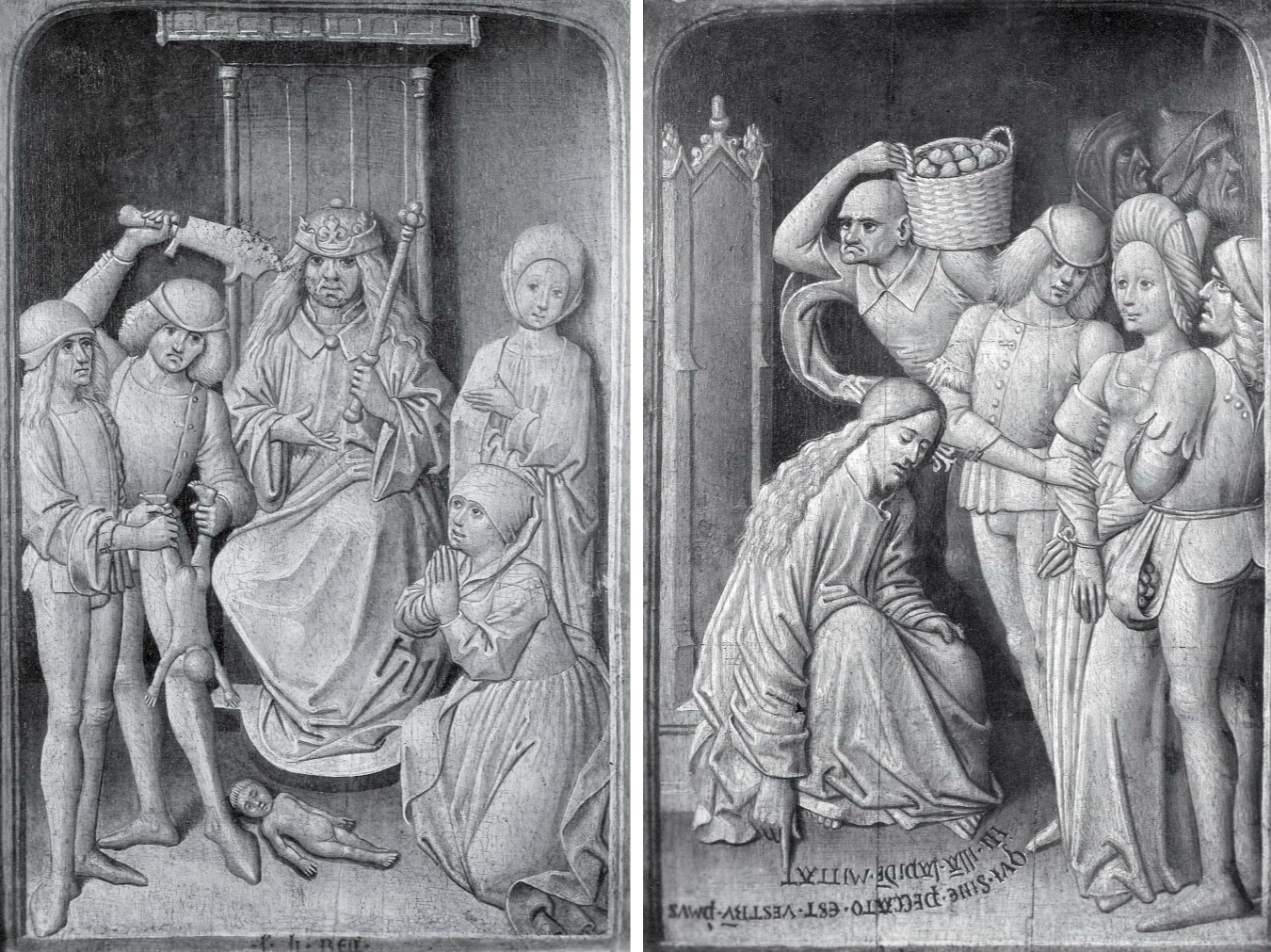
Palude-diptiek (ca. 1489-1492), Grand Curtius, Luik - achterzijde